# Poeni
Poeni is een Roemeense gemeente in het district Teleorman.
Poeni telt 3084 inwoners.